# Iberis atlantica
Iberis atlantica är en korsblommig växtart som först beskrevs av René Verriet de Litardière och René Charles Maire, och fick sitt nu gällande namn av Werner Rodolfo Greuter och Hervé Maurice Burdet. Iberis atlantica ingår i släktet iberisar, och familjen korsblommiga växter. Inga underarter finns listade i Catalogue of Life.